# Sibilla de Baugé
Sibilla o Simona de Baugé (1255 – 28 febbraio 1294) fu signora di Baugé e della Bresse, dal 1255 e Contessa consorte di Savoia, d'Aosta e di Moriana, dal 1285 alla sua morte.

## Origine
Sibilla o Simona, secondo lo storico francese, Samuel Guichenon, era l'unica figlia del signore di Baugé e della Bresse, Guido II di Baugé, mentre per quanto riguarda la madre, tra gli storici non vi è concordanza, ma fu Dauphine di Saint-Bonnet e non Beatrice del Monferrato, figlia di Guglielmo VI del Monferrato; la conferma che la madre di Sibilla fu Dauphine ci è data da due documenti del Titres de la maison ducale de Bourbon, il n° 595, in cui Dauphine (Dauphine dame de Saint-Bonnet) si cita come la madre di Sibilla moglie di Amedeo di Savoia (mariage de sa fille Sibille avec Amedée de Savoie) ed il documento n° 607, in cui Dauphine (Dauphine dame de Saint-Bonnet le Château, femme de Pierre de la Roue chevalier) viene citata come madre di Sibilla (Sibille femme d´Amedée de Savoie), la quale Dauphine, ancora secondo Samuel Guichenon, era figlia di Renato di Lavieu, Signore di Saint-Bonnet, di Miribel et di Jordaine (fille unique et héritière de René de Lavieu, chevalier, seigneur de Saint-Bonnet et de Miribel et de Jordaine) e della moglie (sa femme).
Guido II di Baugé era figlio di Rinaldo signore di Baugé e della Bresse e di Sibilla di Beaujeu, che era, secondo la Bibliothèque de l'École des Chartes, la figlia ultimogenita (minorem autem filiam nostram Sibillam) di Guiscardo signore di Beaujeu(Guichardus Belli Joci dominus) e della moglie, Sibilla di Hainaut, figlia di Baldovino V di Hainaut.

## Biografia
Sibilla era nata postuma e, come unica erede divenne, alla nascita, signora di Baugé e della Bresse, sotto tutela.
Sua madre, Dauphine, che era al suo secondo matrimonio, dopo alcuni anni, si risposò, in terze nozze, con Giovanni Signore di Châtillon-en-Bazois.
Sibilla, il 5 luglio 1272, a Lione, ancora secondo Samuel Guichenon, venne data in sposa ad Amedeo, il figlio maschio secondogenito di Tommaso II, signore del Piemonte, Conte di Savoia, d'Aosta e di Moriana, Conte di Fiandra e di Hainaut e della sua seconda moglie, Beatrice Fieschi, che era la terza figlia femmina di Teodoro Fieschi, conte di Lavagna, e della di lui consorte Simona de Volta di Capo Corso. Il 7 luglio venne siglato un contratto tra lo zio di Amedeo, il conte di Savoia, Filippo I e Sibilla de Baugé, che cedeva alla Savoia il feudo di Bourg, ereditato da uno zio; il contratto è riportato dalla Histoire de Bresse et de Bugey di Samuel Guichenon.
In quello stesso anno sua madre, Dauphine, fece una donazione alla figlia, per le sue nozze; donazione che fu confermata tre anni dopo, dove risulta che sua madre, Dauphine, si era sposata per la quarta volta con il cavaliere Pietro de la Rue (Dauphine dame de Saint-Bonnet le Château, femme de Pierre de la Roue chevalier)
Con questo matrimonio tutti i suoi possedimenti vennero a far parte dei domini dei Savoia.
Nel 1282, in seguito alla morte del fratello maggiore di Amedeo, il signore del Piemonte, Tommaso, suo marito, Amedeo, divenne successore designato del conte di Savoia, lo zio Filippo I, che non aveva figli, ed era già avanti con gli anni.
Lo zio di suo marito, il conte di Savoia, Filippo I, benemerito della Chiesa cattolica, si spense il 15 o il 16 agosto 1285 nel castello di Rossillon nel Bugey, tra Lione e Ginevra; Il necrologio delle Maurienne Chartes, Obituaire du Chapitre de Saint-Jean-de-Maurienne riporta la morte di Filippo (dni Philippi quondam comitis Sabaudie) il 16 agosto (XVI Kal Sep.); suo marito, Amedeo, gli succedette come Amedeo V e Sibilla divenne contessa di Savoia.
All'inizio del 1294, Sibilla (Sibilla comitissa Sabaudiæ, dominaque Baugiaci, uxor illustris viri domini Amedei comitis Sabaudiæ) fece testamento, che è riportato nelle Preuves de l'Histoire généalogique de la royale maison de Savoie, in cui destina vari lasciti, tra cui il marito ed ai cinque figli ancora in vita ed a un figlio, che avrebbe dovuto partorire (illum quem gestamus in utero).
Sibilla morì poco dopo, il 28 febbraio 1294; non si hanno notizie se prima, durante o in seguito al parto a cui accenna nel suo testamento.
Il marito Amedeo, poi sposò, in seconde nozze, Maria di Brabante.

## Figli
Sibilla, al marito Amedeo, diede otto figli:
- Bona (1275-prima del 1294, non citata nel testamento della madre[14]), andata sposa nel 1280 a Giovanni I del Viennois (1264 – 1282) ed in seconde nozze nel 1282 a Ugo di Borgogna († 1324), signore di Montbauson;
- Eleonora (1279-1324), sposata nel 1292 a Guglielmo I di Châlon (1277-1304), conte di Auxerre (citata nel testamento della madre, assieme al suo primo marito[14]), poi nel 1305 a Dreux IV de Mello († 1311), e infine nel 1311 a Giovanni I di Forez (1275-1334), conte di Forez;
- Giovanni (1280-1284), sepolto ad Altacomba[18];
- Beatrice (1281-prima del 1294) non citata nel testamento della madre[14]: nel 1291 era stata fidanzata al futuro conte di Ginevra Guglielmo III;
- Edoardo (1284-1329), detto Il liberale, citato nel testamento della madre, conte di Savoia, d'Aosta e di Moriana dal 1323 al 1329 e primo successore del padre;
- Agnese (1287-1322), citata nel testamento della madre[14], andata sposa il 31 agosto 1297 a Guglielmo III di Ginevra (1286 -1320), conte di Ginevra, e in seconde nozze, nel 1321, a Jehan Beguin (1290 - 1365), capitano-generale degli arcieri del vescovo di Losanna;
- Aimone, detto Il pacifico (1291-1343), conte di Savoia, d'Aosta e della Moriana dal 1329 al 1343 e successore di Amedeo V dopo il fratello Edoardo;
- Margherita (1285 circa-1359), citata nel testamento della madre[14], andata sposa nel 1296 a Giovanni I (1277-1305), marchese del Monferrato.

### Fonti primarie
- (LA)  Monumenta Germaniae Historica, Scriptores, tomus XXIII.
- (LA)  Monumenta Germaniae Historica, Scriptores, tomus XXV.
- (LA)  Histoire de Bresse et de Bugey
- (LA, FR)  Preuves de l'Histoire généalogique de la royale maison de Savoie, justifiée par titres, ..par Guichenon, Samuel
- (LA)  Chartes du diocèse de Maurienne

### Letteratura storiografica
- (FR)  Histoire de Savoie, d'après les documents originaux,... par Victor ... Flour de Saint-Genis. Tome 1
- (FR)  Histoire généalogique de la royale maison de Savoie, justifiée par titres, ..par Guichenon, Samuel
- (FR)  Bibliothèque de l'École des Chartes Lespinasse, René de
- (FR)  Titres de la maison ducale de Bourbon
- (IT)  Museo scientifico, letterario ed artistico:Beatrice Fieschi, pagg. 53 e 54